# Jeanine Deckers
Jeanine Deckers (Jeanne-Paule Marie Deckers, 17 de outubro de 1933 – 29 de março de 1985) foi uma compositora e intérprete belga.
Entre 1959 e 1966 foi freira dominicana no convento de Fichermont em Waterloo. Atingiu a fama, em 1963, com o nome artístico de Irmã Sorriso, tradução para "Soeur Sourire" (inicialmente sua verdadeira identidade era desconhecida) e o tema Dominique, gravado originalmente em francês e, posteriormente, uma versão mais comercial em inglês, que esteve nos primeiros lugares dos tops de vendas europeus e americanos, desbancando Elvis Presley e The Beatles no US Billboard Top 100 em 1963, ficando em 1º lugar. 
Após sua saída do convento, suas tentativas de gravar suas músicas novamente foram um fracasso. O Fisco belga a intimou para que ela pagasse seus impostos atrasados referentes às vendas de seu disco (3 milhões de cópias), no entanto tudo o que fora arrecadado foi destinado ao respectivo convento que habitava (respeitando seu voto de pobreza) mas não houve recibos de doações, o que levou a um exaustivo processo que não chegou a ser concluído antes de sua morte. 
Os problemas financeiros e sua depressão levaram ao seu suicídio por ingestão de álcool e remédios (Barbitúrico), que também levou sua suposta companheira Annie Pécher, pois tinham um pacto de morte. Deckers e Pécher foram enterradas juntas.     
A cantora brasileira Giane gravou, em 1965, uma versão em língua portuguesa de Dominique.

## Cinema
- The Singing Nun de 1966, com Debbie Reynolds e participação de Ed Sullivan.
- Soeur Sourire (Irmã Sorriso/ Sister Smile) de 2009  de Stijn Coninx é outra versão da história da famosa freira.
- Dominique também foi tema recorrente em American Horror Story: Asylum nas cenas no salão comum do hospício Briarcliff.